# 섬감총독

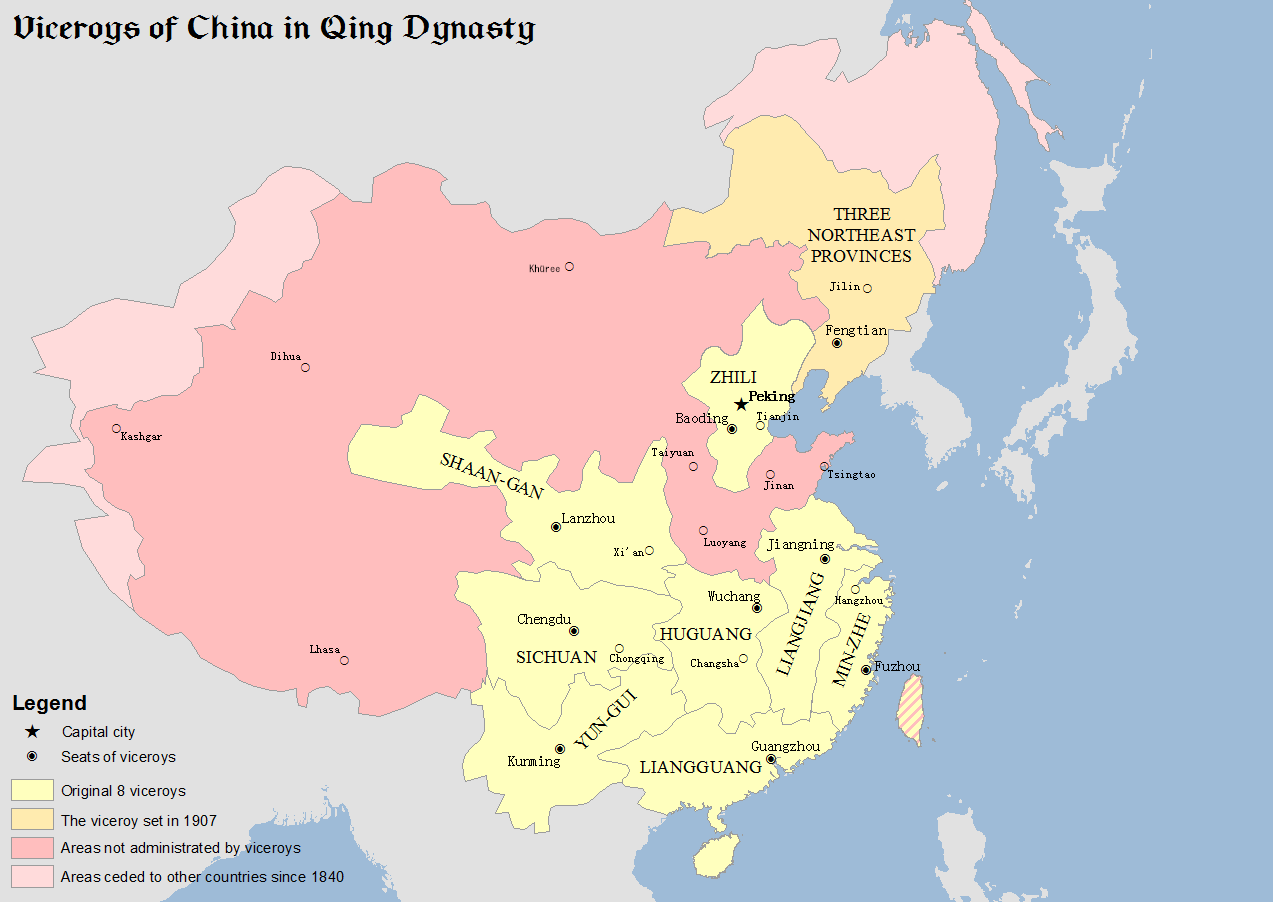
청대의 총독부 지도

섬감총독(陝甘総督)은 중국 명나라, 청나라 때의 지방 장관의 관직이다. 섬서성, 감숙성의 총독으로 관할 지역의 군정과 민정 모두 총괄했다.

## 연혁
- 1644년 (순치 원년), 섬서 총독부가 설치된다. 총독부는 구위안(固原)에 설치되었으며, 사천성도 관할했다.
- 1657년 (순치 14년) , 총독부가 한중으로 옮겨진다.
- 1664년 (강희 3년), 산섬총독으로 개칭되고, 산서성도 관할하게 되었으며, 총독부는 서안으로 옮겨진다.
- 1675년 (강희 14년), 섬감총독으로 개칭되고, 산서성은 관할에서 분리되어, 별도로 산서총독이 설치된다.
- 1680년 (강희 19년), 산섬총독에 이름이 개명되었다. 산서총독이 폐지되어 산섬총독부로 산서의 관할도 돌아온다.
- 1723년 (옹정 원년), 섬감총독으로 개칭된다. 산서는 관할에서 다시 분리되었고, 총독이 관할하지 않고, 산서순무가 관할하게 된다.
- 1731년 (옹정 9년) , 섬서와 감숙만을 관할하고 사천성이 관할에서 제외된다.
- 1736년 (옹정 13년), 다시 사천성을 관할하고 천섬감총독으로 개칭된다.
- 1754년 (건륭 19년), 총독부가 난중에 옮겨져 감숙순무가 폐지되어 총독이 겸임한다.
- 1759년 (건륭 24년), 감숙총독이 설치되어, 숙주총독부가 설치되고, 섬서성도 관할한다. 천섬총독부는 사천성으로 옮겨진다. 이후 섬감총독이 부활하고, 란저우에 총독부를 두고 순무를 겸임했다.
- 1882년 (광서 8년), 신강성이 설치되어 섬감총독이 관할한다.